# Takafumi Ogura
Takafumi Ogura (in giapponese: 小倉 隆史; Suzuka, 6 luglio 1973) è un allenatore di calcio ed ex calciatore giapponese, di ruolo attaccante.

## Palmarès

### Giocatore

#### Competizioni nazionali
- Coppa dell'Imperatore: 2

Nagoya Grampus: 1995, 1999
- Supercoppa del Giappone: 1

Nagoya Grampus: 1996